# Loi garantissant l'unité du Parti et de l'État
 (novembre 2017).
Si vous disposez d'ouvrages ou d'articles de référence ou si vous connaissez des sites web de qualité traitant du thème abordé ici, merci de compléter l'article en donnant les références utiles à sa vérifiabilité et en les liant à la section « Notes et références ».
La loi garantissant l'unité du Parti et de l'État (en allemand : Gesetz zur Sicherung der Einheit von Partei und Staat) est promulguée par le gouvernement du Reich le 1er décembre 1933 puis cosignée par le chancelier Adolf Hitler et le ministre de l'intérieur Wilhelm Frick en vue d'affirmer l'unité légale du parti national-socialiste (NSDAP) et de l'état allemand.

## Contenu
L'article 1er de la loi affirme le rôle central du NSDAP comme étant le porteur du concept de l'état allemand et du fait que par la suite de l'accession au pouvoir les deux sont désormais indissociables. Elle dispose que les organes du parti doivent désormais être considérés comme formant la continuité de l'état dans chaque strate de la communauté populaire allemande la Volksgemeinschaft.
Par ailleurs la loi impose désormais le rattachement budgétaire des organes du NSDAP, au premier chef desquelles la Sturmabteilung et de la Schutzstaffel dont les chefs d'état-major intègrent d'office la gouvernance administrative du Reich. Les administrations de l'état sont tenues de porter assistance légale au parti nazi.
Cette loi qui officialise la mainmise du parti sur l'ensemble des leviers de l'état allemand dans la droite ligne de la mise au pas de la société allemande par Hitler, la Gleichschaltung, ne pouvant initialement être approuvé par les seuls députés nationaux-socialistes au Reichstag, qui n'avaient obtenu que 44 % aux législatives de mars 1933 fut appuyée par les députés du DNVP, le parti national du peuple allemand qui avait choisi de faire alliance avec les nazis. Elle ouvrait la voie à la fin du multipartisme en Allemagne, qui se concrétisera par la loi sur le parti unique qui conduira à l'interdiction légale de tous les autres partis politiques.

## Abrogation
La loi garantissant l'unité du Parti et de l'État sera abrogée comme l'ensemble des lois émises durant la période nationale-socialiste par la Loi no 1 du conseil de contrôle allié portant abrogation du droit nazi du 20 septembre 1945. L'abrogation des lois restreignant les libertés politiques en Allemagne sera de nouveau promulguée par les lois constitutionnelles de 1956 établissant la Loi fondamentale de la République fédérale d'Allemagne.